# 民主人士和独立人士联盟
民主人士和独立人士联盟（法語：Union des démocrates et indépendants，發音：[ynjɔ̃ de demɔkʁat e ɛ̃depɑ̃dɑ̃]，缩写为UDI）是法国的一个政党。该党成立于2012年9月18日，为一自由主义、亲欧洲主义政党。该党是欧洲自由民主联盟党的成员。